# Jonathan Granström (ishockeyspelare född 1986)
Anders Jonathan Granström, född 9 mars 1986 i Orsa, är en före detta svensk professionell ishockeyspelare som spelade i slutet av sin karriär för Brynäs IF i SHL.
Under säsongen 2011/2012 tog Granström SM-guld med Brynäs IF. Säsongen 2016/2017 blev det SM-silver efter med samma klubb.

## Klubbar
- Brynäs IF, SHL (1986/1987 - 2018/2019)